# Allmänna besvärs- och ekonomiutskottet
Allmänna besvärs- och ekonomiutskottet var ett av riksdagens sex ständiga utskott under ståndsriksdagarna 1809–1866. Ledamöter till utskottet skulle väljas vid varje riksdag. Det bestod av 48 ledamöter, 12 från varje stånd. Det hade till uppgift att på grund av inom stånden väckta frågor, anmärka på brister i den allmänna hushållningen och föreslå förbättringar, alltså att behandla frågor om ändringar i sådana stadganden som låg inom kungens administrativa lagstiftningsrätt. Därutöver fick det i uppdrag att utreda sådna frågor som de andra utskotten inte ville befatta sig med.